# Santo Amaro (Sousel)
 Santo Amaro ist eine Gemeinde (freguesia) in Portugal und gehört zum Landkreis von Sousel, mit einer Fläche von 39,6 km² und 539 Einwohnern (Stand 19. April 2021). Dies ergibt eine Bevölkerungsdichte von 13,6 Einw./km². 

## Geschichte
Santo Amaro ist die jüngste Gemeinde im Kreis Sousel. In kirchlichen Aufzeichnungen ist der Ort 1708 als kleine Ortschaft des Kreises Veiros vermerkt. Bis zum Ende des 18. Jahrhunderts blieb der Ort eine lose Ansammlung einzelner Häuser, die erst Anfang des 19. Jahrhunderts Konturen einer organischen Ortschaft annahm. Mit Auflösung des Kreises Veiros 1855 kam Santo Amaro zum Kreis Fronteira, um seit 1932 zu Sousel zu gehören. Zwischen 1933 und 1936 erlebte Santo Amaro einen bedeutenden Entwicklungsschub, mit der Ankunft elektrischen Lichts, der Einrichtung einer eigenen Postverteilung, einer Gesundheitsstation und einer Schule.

## Baudenkmäler
Neben der Bahnhaltestelle und einem Steinkreuz steht die Kirche des Ortes unter Denkmalschutz. Die Igreja Paroquial de Santo Amaro (auch Igreja de Santo Amaro) wurde ursprünglich im 15. Jahrhundert errichtet, bevor an ihr im 20. Jahrhundert umfangreiche Umbauten vorgenommen wurden.

## Verkehr
Die Gemeinde war ein Haltepunkt der Bahnlinie Linha do Leste, bis die CP den Personenverkehr 2012 auf der Strecke einstellte.
Die Nationalstraße N372 verbindet den Ort mit der 8,5 km westlich gelegenen Kreisstadt Sousel und mit der 6,5 km östlich verlaufenden IP2 (hier auch Europastraße E 802). 